# Jarosław Sokołowski (samorządowiec)
Jarosław Dariusz Sokołowski (ur. 9 kwietnia 1950 w Bielawie) – polski samorządowiec i przedsiębiorca, z wykształcenia ogrodnik, w latach 2010–2012 wicemarszałek województwa lubuskiego.

## Życiorys
Pochodzi z Wolsztyna, gdzie ukończył liceum ogólnokształcące. Absolwent studiów z ogrodnictwa Akademii Rolniczej w Poznaniu. Kształcił się też podyplomowo w zakresie zarządzania w handlu oraz gospodarki nieruchomościami na Uniwersytecie Ekonomicznym w Poznaniu. Zdobył licencję pośrednika nieruchomości. W latach 80. działał w NSZZ Rolników Indywidualnych „Solidarność”. Przez wiele lat prowadził przedsiębiorstwo wielobranżowe; sprawował również funkcję szefa rady nadzorczej Spółdzielni „Denar” i prezesa spółki Flora. Był głównym specjalistą oraz wicedyrektorem Przedsiębiorstwa Ogrodniczego w Zielonej Górze.
W 2002 wstąpił do Platformy Obywatelskiej. W 2002 i 2010 bezskutecznie kandydował z jej ramienia do rady miejskiej Zielonej Góry (uzyskując odpowiednio 20 i 51 głosów). 29 listopada 2010 został wybrany wicemarszałkiem województwa lubuskiego, odpowiedzialnym m.in. za gospodarkę i infrasturkturę. Złożył rezygnację funkcji z dniem 21 marca 2012, oficjalnie z przyczyn zdrowotnych.
Mieszka w Zielonej Górze. Ma trójkę dzieci.